# Craugastor vocalis
Craugastor vocalis is een kikker uit de familie Craugastoridae. De soort werd voor het eerst wetenschappelijk beschreven door Edward Harrison Taylor in 1940. Oorspronkelijk werd de wetenschappelijke naam Eleutherodactylus vocalis gebruikt. De soortaanduiding vocalis betekent vrij vertaald 'zingend' en slaat op de luide roep van de mannetjes.
De soort komt voor in delen van Midden-Amerika en leeft endemisch in Mexico.